# 責稽王
責稽王（せきけいおう、生年未詳 - 298年）は、百済の第9代の王（在位:286年 - 298年）であり、先代の古尓王の子。『三国史記』百済本紀・責稽王紀の分注では青稽王、『三国遺事』王暦では責替該（王）の別名も記される。諱・諡は伝わっていない。286年11月に先王の死去に伴い、王位についた。

## 治世
即位するとともに慰礼城を修復した。責稽王は帯方太守の娘である漢民族の宝菓を夫人としていた関係から、帯方郡が高句麗に攻められたときに救援要請に応じ、帯方郡を救った。この後、百済は高句麗との緊張関係に入り、王は阿且城（ソウル特別市城東区）・虵城を修復し、高句麗の侵入に備えた。
298年9月、漢が貊とともに侵攻してきたので、王は城を出てこれらと戦ったが、敵兵に殺された。在位13年。

## 家族
- 父：古尓王
- 妻：宝菓夫人
- 子：汾西王